# Chiesa di Santa Caterina (Chioggia)
La chiesa di Santa Caterina è un edificio religioso di Chioggia. A differenza delle altre chiese del centro, affacciate sulla piazza principale, è inserita all'interno del tessuto urbano cittadino. Fu popolata dalle monache Cistercensi per quattro secoli e mezzo, poi dalle suore Canossiane.

## Storia
Inizialmente le monache cistercensi erano presente nella città di Chioggia in due insediamenti distinti: una nell'Isola dei Saloni a ponente, l'altra in Clodia minor (Sottomarina). Successivamente alla Guerra di Chioggia e alla legge emanata dal governo della Serenissima, che vietò di costruire qualsiasi costruzione al di fuori della mura cittadine, le due comunità si unirono trasferendosi nel luogo attuale
La comunità di religiose, che seguivano la regola della clausura, si espanse nei secoli dilatando il monastero e raggiungendo nella seconda metà del XVII secolo le 57 unità . Le riforme austriache dell'inizio del XIX secolo, che vollero ridimensionare i vari istituti monastici in città, fecero trasferire a Santa Caterina le comunità di San Francesco Vecchio e di Santa Croce.
Il monastero servì anche per la promozione del ceto femminile di Chioggia fino quasi alla fine del XX secolo.
La chiesa, edificata all'inizio del XV secolo, e ricevette diversi rimaneggiamenti nell'arco dei secoli successivi il più radicale avvenne nel 1660 con l’intervento dell'architetto Baldassarre Longhena che stava lavorando anche alla ricostruzione della Cattedrale cittadina.

## Descrizione

### Esterno

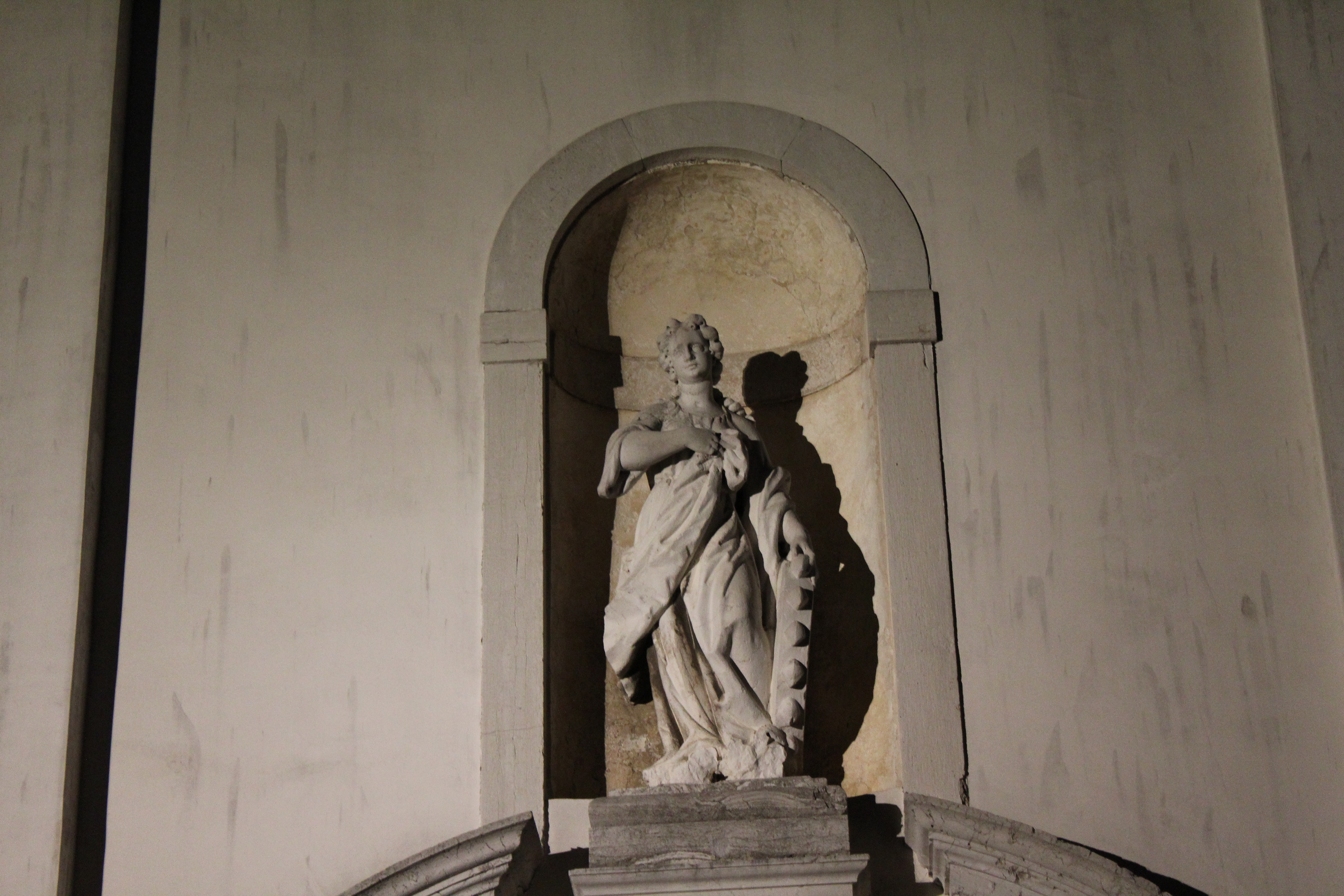
Statua sulla facciata

Viene richiamato in vari punti il simbolo di Santa Caterina (una ruota dentata) sopra il portale d'ingresso, nella pavimentazione sagrato e nel falso rosone della facciata sopra la statua della patrona in marmo di Carrara.
Il campanile venne progettato nel 1661 dallo stesso Longhena. Alto 31 metri, è coronato da una cupola a cipolla che poggia su un tamburo ottagonale.

### Interno
L'interno della chiesa è a pianta rettangolare di 12 metri di larghezza, 23,70 di lunghezza e 13 di altezza. É fornita di diversi altari, tutti in marmo e in pieno stile baroccheggiante, così disposti in senso antiorario:
- Altare di San Giovanni Battista adornato dalle statue di San Michele in alto, di San Benedetto abate a sinistra e di San Gaetano da Thiene a destra, al centro la pala raffigura il Battesimo di Gesù è opera di Alvise Benfatto del 1600, proveniente dall'ex monastero camaldolese di San Giovanni (attuale cimitero cittadino).

- Altare della Madonna della Salute: l'attuale statua del 2015 sostituì la precedente seicentesca. La venerazione per la Vergine di questo altare è molto sentita, ne fanno fede i numerosi ex voto collocati ai lati in memoria della liberazione dalla peste del 1631Altar Maggiore

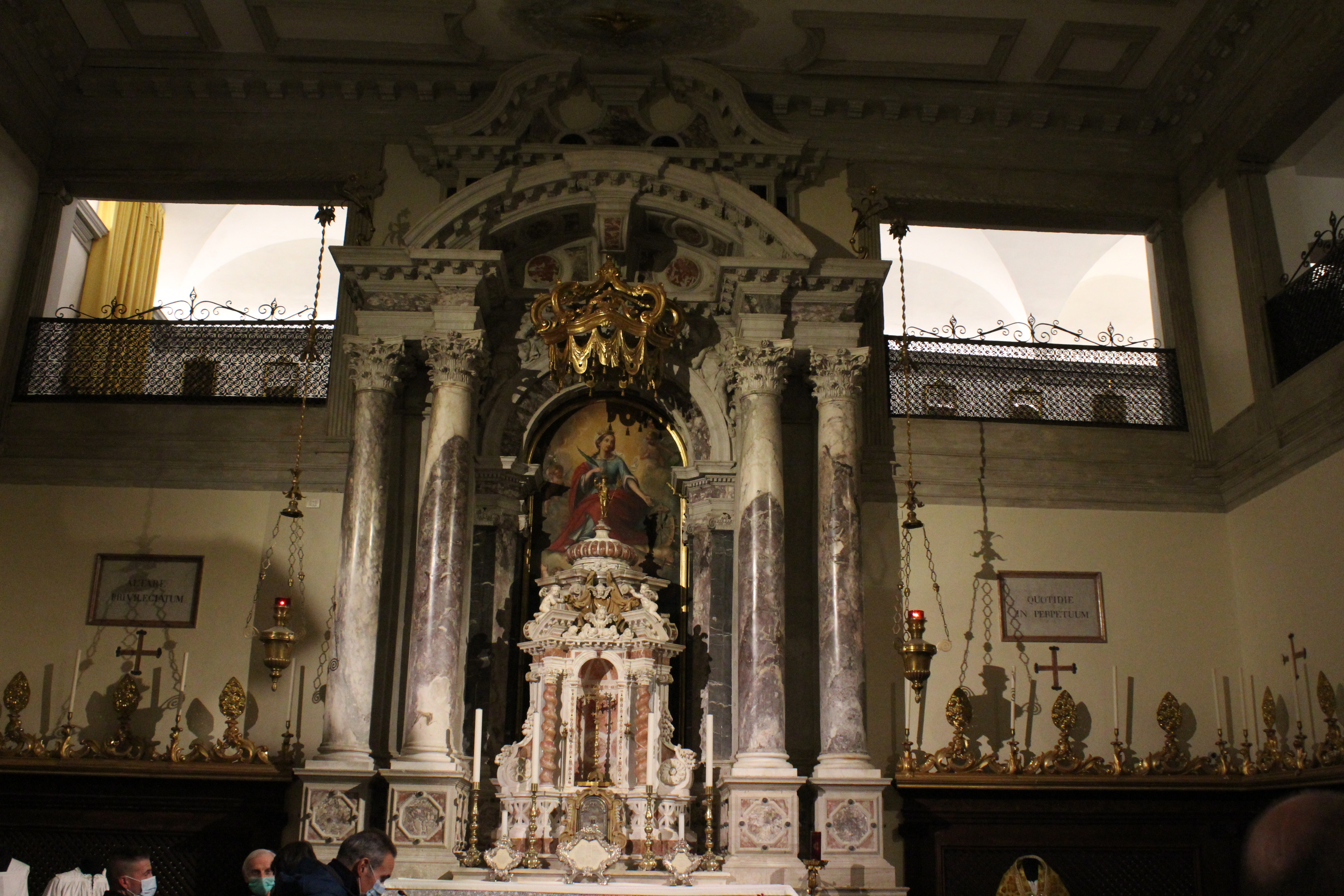
Altar Maggiore

- Altar Maggiore: è adornato da marmi policromi che incorniciano la pala di autore veneto raffigurante la Gloria di Santa Caterina. Antistante alla pala si erge il tabernacolo del 1680, anch'esso costituito di marmi policromi, dotato di nicchia per l'ostensione dell’eucaristia e sormontato da una piccola statua del Redentore.
- Altare di San Vincenzo De Paoli: quest'altare presenta una pala raffigurante S. Vincenzo de Paoli che intercede presso la Vergine per un gruppo di orfane dell'artista clodiense Padre Giuseppe Maria Vianelli[5] e conservava le reliquie di San Felicissimo Martire.
- Altare di San Lorenzo con la statua del santo al centro a destra S. Maria Maddalena e S. Scolastica a sinistra. In alto è presente un tondo raffigurante Santa Colette.

|  |  |
|  |  |

Tra l'altare di San Giovanni Battista e quello della Madonna della Salute è presente la pala della Crocefissione e Santi di Andrea Vicentino, dei primi anni del XVII secolo .
A sinistra dell'altare di San Lorenzo è presente la settecentesca Croce in pietra di paragone nera con tarsie madreperlacee, proveniente del Convento di Santa Croce, demaniato nel XIX secolo e ora sede della Capitaneria di Porto locale.

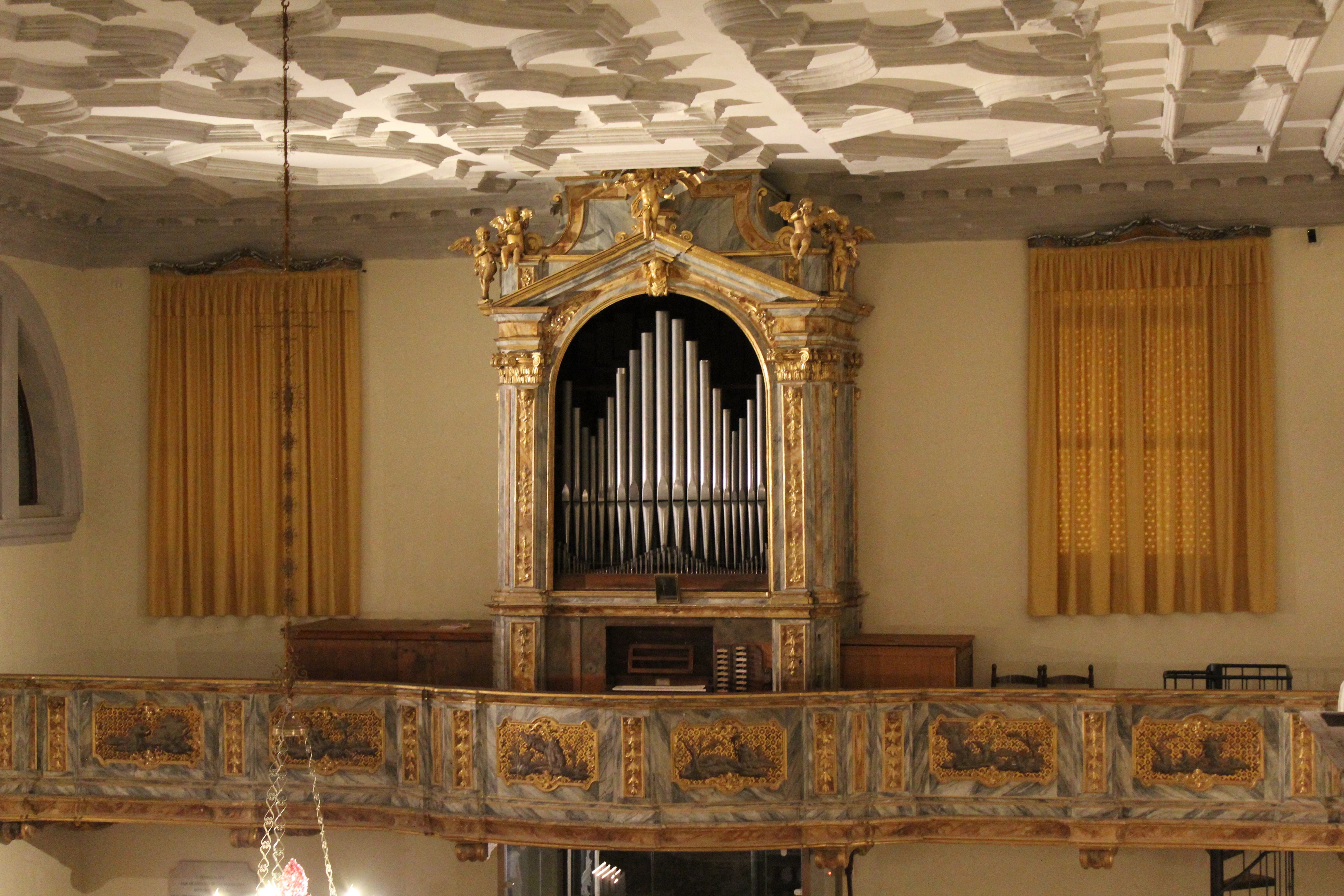
cantoria

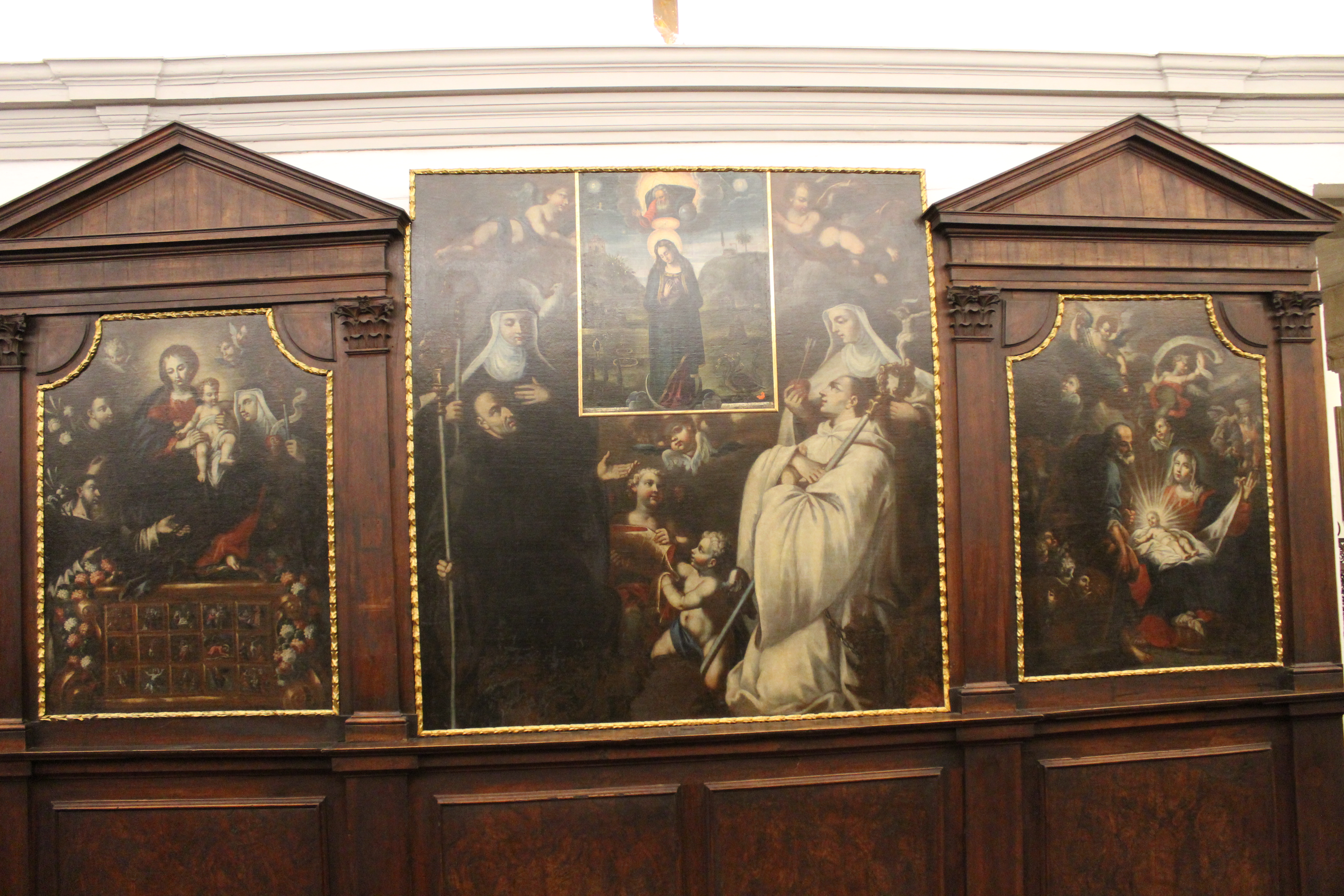
Ciclo mariano del coro

Il pulpito settecentesco in legno, decorato in finto marmo, mostra nella parte frontale i simboli di Santa Caterina in rilievo dorato: una ruota dentata, una corona, una spada e la palma del martirio.
Sopra l'ingrasso è presente la cantoria, decorata con cornici dorate e dipinti di scene bibliche ad olio. L’organo soprastante, installatovi nel 1864 da Giacomo Bazzani e figli, è racchiuso in una cassa armonica con fregi dorati.
Dalla porta adiacente l'altare di San Vincenzo De Paoli si accede alla sacrestia adornata da mobilia in noce del 1753 e da un quadro della Crocefissione del chioggiotto Antonio Zonelli.
Dirimpetto alla sacrestia, da destra dell’altar maggiore, si accede attraverso una scala, al coro superiore munito di una serie di sedili in noce, sufficienti a ospitare una sessantina di monache. Nella parete di fronte al coro si può ammirare un ciclo mariano formato da tre tele, opere anch'esse di Antonio Zonelli, e di una quarta inserita nella tela centrale, raffigurante la Madonna dell'Apocalisse di probabile autore di scuola fiorentina del XVII secolo. Sempre nel piano superiore, sono presenti diverse opere; eccelle fra tutte l'Estasi di Santa Teresa d'Avila di Antonio Marinetti.